# إيلو (بيرو)
إيلو، هي مدينة ساحلية تقع في جنوب بيرو، ويبلغ عدد سكانها 66,118 نسمة. تُعد ثاني أكبر مدينة في إقليم موكيغوا وعاصمة محافظة إيلو.

## تاريخ
قبل وصول الإسبان في القرن السادس عشر، كانت المنطقة مأهولة بشعب ثقافة تشيريبايا. وقد منح الإمبراطور كارلوس الخامس الفاتحين الإسبان أراضي في هذه المنطقة، وجلبوا معهم زراعة الزيتون، التي أصبحت لاحقًا المحصول الرئيسي ومصدر العمل الأساسي حتى أوائل القرن العشرين.
أُنشئت مستوطنة صغيرة تُدعى باكوتشا على شاطئ البحر، عند مصب نهر أوسمور في المحيط الهادئ. إلا أن المد العالي في أواخر القرن التاسع عشر أدى إلى فيضان المستوطنة، مما دفع السكان إلى الانتقال إلى موقع إيلو الحالي، حيث تبنوا الاسم الجديد للمدينة. وحتى أوائل القرن العشرين، كان معظم السكان يعيشون على ضفاف نهر أوسمور، الذي تتدفق مياهه بشكل متقطع خلال أشهر الصيف.
كانت إيلو ميناء توقف للسفن التي تسافر من الساحل الشرقي إلى الساحل الغربي للولايات المتحدة عبر تييرا ديل فويغو. وبعد بناء الرصيف في القرن التاسع عشر، ازدهرت التجارة الدولية في المنطقة. واستقر فيها خلال تلك الفترة مهاجرون من إيطاليا والصين واليابان وألمانيا. ومع ذلك، أدى بناء السكك الحديدية العابرة للقارات وقناة بنما إلى تراجع النشاط التجاري، وبقيت السفن البخارية التي تنقل البضائع بين موانئ بيرو وتشيلي هي الوسيلة الرئيسية للنقل البحري. وقد وقعت معركة باكوتشا بالقرب من إيلو.
إلى جانب بناء الرصيف، تم إنشاء خط سكة حديد لربط إيلو بمدينة موكيغوا. أُطلق على هذا الخط اسم "كلامازو" (وهو نطق إسباني لـ "كالامازو"، نسبة إلى اسم المدينة الأمريكية الذي كان مختومًا على المعدات المستخدمة في بناء السكة).
تشمل الأنشطة الاقتصادية الرئيسية في المدينة كلًا من صيد الأسماك والتعدين. وتوفّر مناجم النحاس، التي كانت مملوكة سابقًا لشركة "ساوثرن بيرو كوبر كوربوريشن" (SPCC)، عددًا كبيرًا من الوظائف في المنطقة. وقد أُسست هذه الشركة من قبل "شركة التعدين والصهر الأمريكية" في منتصف القرن العشرين. يعيش العديد من الأمريكيين والبيروفيين العاملين لدى الشركة في منطقة تُعرف باسم "سيوداد نويفا" (المدينة الجديدة) في إيلو.
تُعد مصهر النحاس والمصفاة السابقة المملوكة للدولة، والواقعة على بعد 10 كيلومترات من المدينة، من المصادر الكبرى لتلوث الهواء والمياه في المنطقة. وقد ظهرت الصناعات في إيلو ضمن الفيلم الوثائقي الكندي The Corporation، كمثال على المشكلات البيئية التي تتسبب بها الأنشطة الصناعية.
وتشمل المناطق المحلية المخصصة للسباحة كلًا من "بوزو دي ليساس"، و"مونتي كارلو"، و"بويرتو إنغليس". وكانت بوليفيا قد استخدمت إيلو في الماضي كمنفذ مجاني إلى المحيط لأغراض تجارية وترفيهية.

## المناخ
يظهر الجدول التالي التغييرات المناخية على مدار السنة لميناء إيلو:
| البيانات المناخية لـميناء إيلو    | البيانات المناخية لـميناء إيلو | البيانات المناخية لـميناء إيلو | البيانات المناخية لـميناء إيلو | البيانات المناخية لـميناء إيلو | البيانات المناخية لـميناء إيلو | البيانات المناخية لـميناء إيلو | البيانات المناخية لـميناء إيلو | البيانات المناخية لـميناء إيلو | البيانات المناخية لـميناء إيلو | البيانات المناخية لـميناء إيلو | البيانات المناخية لـميناء إيلو | البيانات المناخية لـميناء إيلو | البيانات المناخية لـميناء إيلو |
| الشهر                             | يناير                          | فبراير                         | مارس                           | أبريل                          | مايو                           | يونيو                          | يوليو                          | أغسطس                          | سبتمبر                         | أكتوبر                         | نوفمبر                         | ديسمبر                         | المعدل السنوي                  |
| --------------------------------- | ------------------------------ | ------------------------------ | ------------------------------ | ------------------------------ | ------------------------------ | ------------------------------ | ------------------------------ | ------------------------------ | ------------------------------ | ------------------------------ | ------------------------------ | ------------------------------ | ------------------------------ |
| متوسط درجة الحرارة الكبرى °م (°ف) | 26 (78)                        | 26 (79)                        | 25 (77)                        | 23 (74)                        | 21 (70)                        | 19 (67)                        | 19 (66)                        | 18 (65)                        | 19 (67)                        | 21 (69)                        | 22 (72)                        | 24 (75)                        | 22 (72)                        |
| متوسط درجة الحرارة الصغرى °م (°ف) | 18 (64)                        | 18 (65)                        | 17 (63)                        | 16 (60)                        | 14 (58)                        | 14 (57)                        | 12 (54)                        | 13 (55)                        | 13 (56)                        | 14 (58)                        | 16 (60)                        | 17 (62)                        | 15 (59)                        |
| الهطول مم (إنش)                   | 2.5 (0.1)                      | 0 (0)                          | 0 (0)                          | 0 (0)                          | 0 (0)                          | 0 (0)                          | 0 (0)                          | 2.5 (0.1)                      | 0 (0)                          | 0 (0)                          | 0 (0)                          | 2.5 (0.1)                      | 2.5 (0.1)                      |
| المصدر: Weatherbase               |                                |                                |                                |                                |                                |                                |                                |                                |                                |                                |                                |                                |                                |

## أعلام
- دومينغو نييتو